# Raleigh
 For alternative betydninger, se Raleigh (flertydig). (Se også artikler, som begynder med Raleigh)
Raleigh er hovedstad i den amerikanske delstat North Carolina. Byen har 467.665(2020, 2020) indbyggere og er dermed statens næstfolkerigeste, kun overgået af Charlotte.
Byen er administrativt centrum for det amerikanske county Wake County.